# Beaumont, Gers
Beaumont är en kommun i departementet Gers i regionen Occitanien i sydvästra Frankrike. Kommunen ligger i kantonen Condom som tillhör arrondissementet Condom. År 2022 hade Beaumont 125 invånare.

## Befolkningsutveckling
Antalet invånare i kommunen Beaumont
Referens:INSEE